# Retório
Retório (em grego medieval: Ῥητόριος; romaniz.: Rhētórios) foi um bizantino de origem egípcia especialista em astrologia que esteve ativo antes da conquista árabe em 640. Desempenhou importante papel na transmissão de teorias mais antigas à Idade Média. Sua obra, preservada em compilações, quiçá incompletas, de 90 e 117 capítulos, cita Antíoco de Atenas, Teucer da Babilônia, Ptolomeu, Vécio Valente, Juliano de Laodiceia e Olimpiodoro, o Jovem.